# ダンスは楽し
『ダンスは楽し』（Down Beat Bear、1956年10月20日公開）は、「トムとジェリー」の作品の一つ。

## スタッフ
- 製作・監督 - ウィリアム・ハンナ、ジョセフ・バーベラ
- 作画 - ケネス・ミューズ、エド・バージ、アーヴン・スペンス、ルイス・マーシャル
- レイアウト - ディック・ビッケンバック
- 背景 - ロバート・ジェントル
- 音楽 - スコット・ブラッドリー

## 作品内容
ラジオの中に設けた部屋へ帰宅したジェリーは、新聞を読みながら音楽番組を流す。ところが、同じく新聞を読もうとしていたが気が散るため音を消したがるトムと、ラジオの電源と「室内灯」が連動しているため音楽をかけたがるジェリーは喧嘩になる。そんな中、番組は一時中断し臨時ニュースに切り替わる。
| 「 | カーニバルからクマが脱走しました。このクマは音楽を聞くと踊りだしますが人に危害を加えることはありません。目撃情報を提供した方には賞金を差し上げます | 」 |

番組が再開し再び争い続けるかと思いきや、トムがラジオのコンセントを抜いてしまったため勝負はひとまず決着。
しばらくして、件のクマが窓の外でフルーツを食べているのを目撃するトム。賞金目当てに警察へ電話しようとするが、ジェリーがラジオのコンセントを戻してしまったため再び音楽が流れだす。するとクマはスイッチが入ったかのようにトムを引き入れダンスを踊り始める。トムは音楽を中断させクマを大人しくさせるが、その度にジェリーがラジオのみならずレコード、果ては自らの生演奏によってしつこく音楽を流すため、幾度となくクマの激しい「社交ダンス」に巻き込まれてしまう。
そのうち、ジェリーは別のラジオの電源を入れる。またしても音楽が…と思いきや「クマに対する賞金が2倍に上がった」という臨時ニュースの続報だった。
トムは急いでダイヤルを回すが、再開した番組の音楽に乗せてまたしてもクマと遭遇。執拗にトムと交わりたがるクマを何とかやり過ごしたトムは、ラジオをジェリーから奪い、電源を切って庭先へ放り投げてしまった。しかし、それがうまく高い木の枝に引っかかり電源が入ってしまう。
| 「 | 皆さん、こんばんは。「メロディー・タイム」の時間が参りました。 これから6時間、素敵な音楽をお送り致します… | 」 |

自身に待ち受ける運命を悟ったトムは、ヤケクソ半分に月明かりの下、クマと夜通し踊り明かすのだった。

## 登場キャラクター
トム
「カーニバルから脱走したクマの目撃情報提供者に賞金贈呈」をラジオニュースで知り大興奮。やがてそのクマが自身の家の庭にいるのを見つけ捕まえようとするがジェリーに妨害され、最後はそのクマと夜通し踊り続ける羽目になってしまう。
ジェリー
クマの習性を利用してあらゆる手段で音楽を鳴らしトムを翻弄。音楽を止めようと抵抗を続けるトムと攻防を繰り広げるが、最後は潔くクマと夜通し踊ることを選んだトムに促されるままその場を立ち去った。
クマ
カーニバルから脱走しトム宅へ侵入。普段は大人しいが音楽を聴くと踊りだす習性によってトムを災難に巻き込む。最後はラジオに合わせて夜通しトムと踊り続けた。

## 備考
本作では、ラストにクマとトムが満月の下で踊るシーンの上部に「THE END」の文字が表示される独自の演出が用いられている。
シネマスコープとして公開された作品の一つで、ソフトでは最後ワイドサイズに広がるのはその名残である。本編でも4対3の画面では、現在のソフトでは左右カットされ見られない部分がある。これは「素敵なママ」などタイトルで「シネマスコープ」とある作品がその対象である。
本作は第29回アカデミー賞の最終候補まで残ったものの、受賞・ノミネートを逃している。

## 日本でのテレビ放映
TBS系列および他系列で、1964年～1990年頃まで時折放映された。DVDにも収録されている。